# Günter Ropohl
Günter Ropohl (* 14. Juni 1939 in Köln; † 28. Januar 2017) war ein deutscher Technikphilosoph und Ingenieur.

## Leben
Günter Ropohl absolvierte ein Studium des Maschinenbaus und der Philosophie in Stuttgart und war dort Schüler u. a. von Max Bense und Carl Martin Dolezalek. Nach der Promotion zum Dr.-Ing. (1970) an der Universität Stuttgart erfolgte die Habilitation in Philosophie und Soziologie in Karlsruhe 1978 mit einer Arbeit zur Systemtheorie der Technik.
1979 wurde Günter Ropohl Professor an der Universität Karlsruhe (TH) und Leiter des Studium Generale, das er zuvor als Geschäftsführer betreut hatte. Von 1981 bis 2004 war er ordentlicher Professor (C4) für Allgemeine Technologie und berufspädagogische Arbeitslehre an der Johann Wolfgang Goethe-Universität in Frankfurt am Main. Das zugehörige Institut, das er zusammen mit dem Ökonomen Alfons Schmid und dem Soziologen Dietmar Kahsnitz aufbaute, und dem er mehrfach vorstand, hieß die längste Zeit „Institut für Polytechnik/Arbeitslehre“ und wurde zuletzt in den Fachbereich Gesellschaftswissenschaften integriert. Aus der Zusammenarbeit entstand 1997 das von den drei Professoren herausgegebene Handbuch zur Arbeitslehre.
1983 bis 1991 war Ropohl Gastdozent und Direktor eines Frühjahrskurses für Technik und Gesellschaft am Inter-University Centre in Dubrovnik (Kroatien). 1988 war er Gastprofessor am Rochester Institute of Technology in Rochester NY (USA). Seit Beginn der 1980er Jahre stand er in Gedankenaustausch mit US-amerikanischen Technikphilosophen, u. a. mit Carl Mitcham. 1998 hatte er eine Gastprofessur an der Universität Stuttgart.
Christoph Hubig schreibt in seinem Nachruf auf Günter Ropohl: „sein Programm einer technologischen Aufklärung machte er auf vielen Foren öffentlichkeitswirksam geltend, u. a. im Zuge der Leitung des ARD-Funkkollegs ‚Technik‘. Ropohl war dem VDI eng verbunden und wirkte dort in dem 1961 eingerichteten – legendären – Ausschuss ‚Technik und Philosophie‘, als Obmann des Ausschusses ‚Technikbewertung‘ (VDI 3780), als Vorsitzender des Bereichs ‚Mensch und Technik‘ sowie als Vordenker im Rahmen der Arbeit an den ‚Ethischen Grundsätzen des Ingenieurberufs‘. Sein Engagement wurde mit der Ehrenplakette des VDI gewürdigt.“ Ferner war Ropohl Mitglied der Deutschen Gesellschaft für Philosophie (DGPhil), auf deren Kongressen er mehrfach vorgetragen hat. Er wurde 2014 von der Gesellschaft für Arbeit, Technik und Wirtschaft im Unterricht als Ehrenmitglied ernannt.
Ropohl starb im Januar 2017, wenige Monate nach dem Tod seiner Gattin.

## Auszeichnungen
- Preis für Gesellschafts- und Organisationskybernetik, 2001
- Ehrenplakette des VDI[4]

## Werk
Ropohl veröffentlichte 15 Monografien, mehr als 210 Aufsätze und ist (Mit-)Herausgeber von 20 Sammelbänden zur Philosophie der Technik, zum Begriff Technik, zur Systemtheorie, zur Kybernetik, zur Technikfolgenabschätzung, zur Technikdidaktik und zur Arbeitslehre.
Im Zentrum seiner philosophischen Arbeiten steht der Terminus soziotechnisches System, das seit dem Erscheinen seiner Habilitationsschrift im Jahr 1979 angesichts der Transformationen der Arbeit und Industrieproduktion beständig weiterentwickelt wurde. Er analysiert die Interaktion von Mensch und Maschine vor dem Hintergrund der Systemtheorie, die in das Konzept einer „allgemeinen Technologie“ überführt wird. Ein soziotechnisches System ist bei Ropohl auf einer philosophischen Metaebene der Betrachtung angesiedelt und als Handlungs- oder Arbeitssystem konzipiert. Es besteht aus den Subsystemen Sachsystem und menschliches System (unter Einschluss menschlicher Denk- und Handlungspotentiale).
In Ropohls Schriften zur Technikethik argumentiert er für eine technologische Aufklärung, die über materielle Kultur reflektiert und die menschliche Handlungsfreiheit in den Mittelpunkt stellt. Er widmet sich dadurch auf philosophische Weise einer Kritik an der Technokratie.
Berühmt geworden ist Ropohls Begriffsbestimmung von „Technik“:

„Technik umfasst (a) die Menge der nutzenorientierten, künstlichen, gegenständlichen Gebilde (Artefakte oder Sachsysteme), (b) die Menge menschlicher Handlungen und Einrichtungen, in denen Sachsysteme entstehen und (c) die Menge menschlicher Handlungen, in denen Sachsysteme verwendet werden.“

Diese Begriffsbestimmung ist auch in die Richtlinie VDI 3780 (Technikbewertung) sowie in die Brockhaus Enzyklopädie und in Meyers Großes Taschenlexikon (jeweils mehrere Auflagen) übernommen worden.
Ropohl setzt sich in seinen Schriften ferner für die Präzisierung und Differenzierung der Begriffe Technik und Technologie ein. In diesem Zusammenhang unterscheidet er auch zwischen Ingenieurwissenschaften und Technikwissenschaften.

## Monografien
- Flexible Fertigungssysteme: zur Automatisierung der Serienfertigung. Krausskopf, Mainz 1971 (= Produktionstechnik heute, 1, ed. H. J. Warnecke; Dissertation Universität Stuttgart 1970)
- Eine Systemtheorie der Technik: Zur Grundlegung der Allgemeinen Technologie. Hanser, München/Wien 1979 (Habilitationsschrift Universität Karlsruhe 1978). 2nd ed. 1999, 3rd ed. Karlsruhe 2009.
- Die unvollkommene Technik. Suhrkamp, Frankfurt/M. 1985
- Technologische Aufklärung: Beiträge zur Technikphilosophie. Suhrkamp, Frankfurt/M. 1991, 2nd ed. 1999
- Ethik und Technikbewertung. Suhrkamp, Frankfurt/M. 1996
- Wie die Technik zur Vernunft kommt: Beiträge zum Paradigmenwechsel in den Technikwissenschaften. G+B Fakultas, Amsterdam 1998
- Vom Wert der Technik. Kreuz Verlag, Stuttgart 2003
- Sinnbausteine: Ein weltlicher Katechismus. Reclam, Leipzig 2003
- Arbeits- und Techniklehre: Philosophische Beiträge zur technologischen Bildung. Edition Sigma, Berlin 2004
- Kleinzeug: Satiren – Limericks – Aphorismen. LIT Verlag, Münster 2004
- Allgemeine Technologie: Eine Systemtheorie der Technik. 3rd ed. of the 1979 book. Universitätsverlag, Karlsruhe 2009, online, PDF
- Signaturen der technischen Welt: Neue Beiträge zur Technikphilosophie. LIT Verlag, Berlin/Münster 2009
- Allgemeine Systemtheorie: Einführung in transdisziplinäres Denken. Edition Sigma, Berlin:2012
- Besorgnisgesellschaft. Parodos, Berlin 2014
- Das Wesen der Wirtschaft. Und das Unwesen der Ökonomen. Nomos (edition sigma), Baden-Baden 2015